# Giovanni Mangiante
Giovanni Mangiante (Olasz Királyság, Brescia, 1893. augusztus 28. – Olaszország, Brescia, 1957. december 6.) olimpiai bajnok olasz tornász.
Részt vett az 1912. évi nyári olimpiai játékokon Stockholmban. Egy torna versenyszámban indult, a csapatverseny meghatározott szereken és aranyérmes lett. 
Testvérével, Renzo Mangiante-ével együtt lett olimpiai bajnok.